# Liste des maires de Villabé

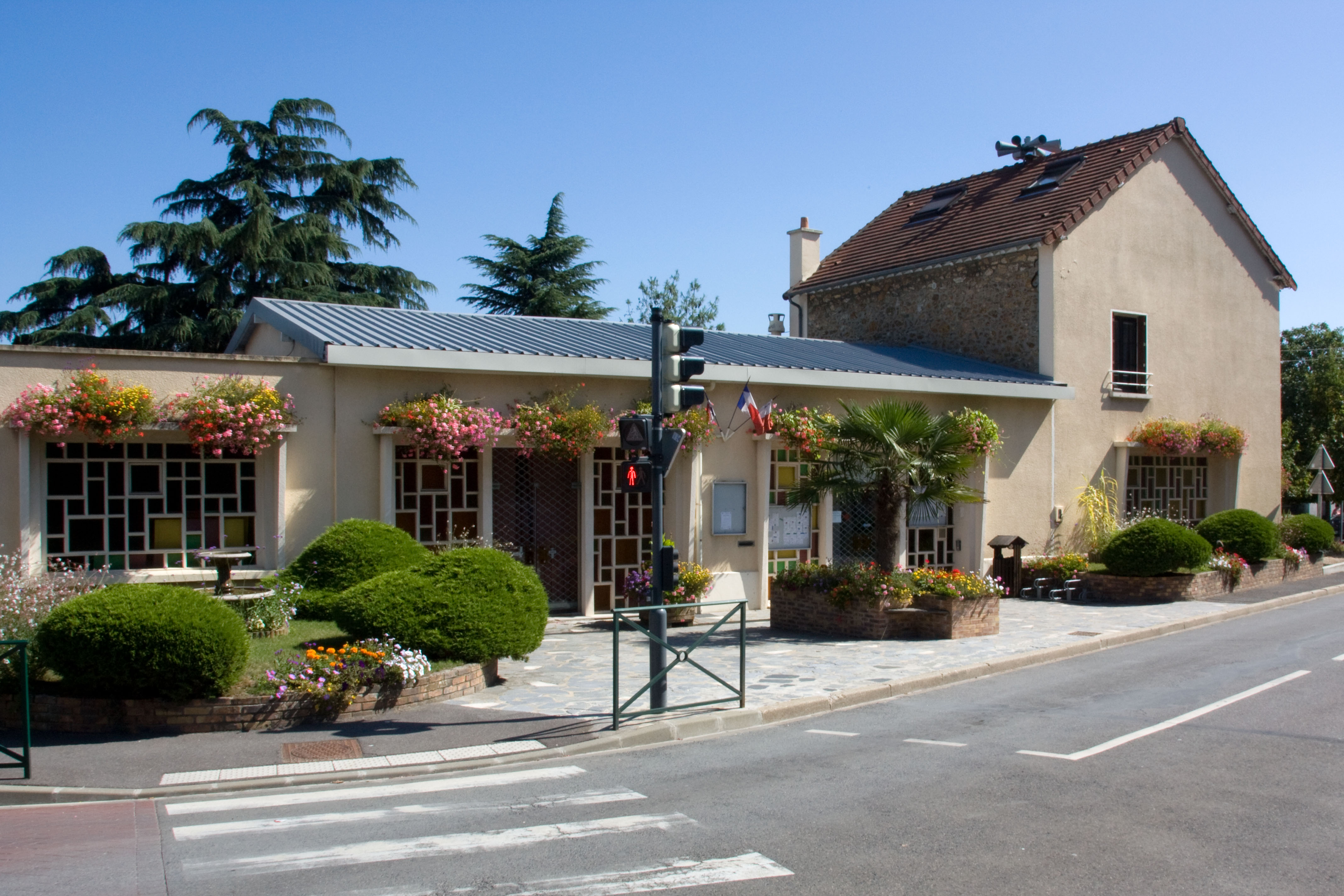
L’hôtel de ville de Villabé.

Liste des maires de Villabé.

## Liste des maires de 1790 à 1945
| Période        | Période        | Identité                  | Étiquette | Qualité                                  |
| -------------- | -------------- | ------------------------- | --------- | ---------------------------------------- |
| 1790           | 1794           | Gautier                   |           |                                          |
| 1794           | 1795           | Briard                    |           | Ancien parfumeur                         |
| 1795           | 1800           | Gaudris                   |           | Vigneron                                 |
| 1800           | 1826           | Louis Jars                |           | Propriétaire d'une manufacture de cuivre |
| Février 1826   | Novembre 1826  | Jean Lefrançois-Deschamps |           |                                          |
| Novembre 1826  | Mars 1833      | Jean Baptiste Lejard,     |           |                                          |
| Mars 1833      | Novembre 1834  | Frédéric Baptiste Couteau |           | Ouvrier                                  |
| Novembre 1834  | Août 1840      | Pierre Mathieu Debienne   |           | Propriétaire d'un moulin                 |
| Août 1840      | Décembre 1844  | Frédéric Baptiste Couteau |           | Ouvrier                                  |
| Décembre 1844  | 1847           | Pierre Mathieu Debienne   |           | Propriétaire d'un moulin                 |
| Février 1848   | Août 1848      | Travers                   |           |                                          |
| Août 1848      | Décembre 1853  | Jean-Pierre Cordier       |           |                                          |
| Décembre 1853  | Septembre 1873 | Alexis Charairon          |           | Vigneron                                 |
| Septembre 1873 | Mai 1884       | Jacques Motteau           |           | Vigneron                                 |
| Mai 1884       | Juin 1891      | Antoine Foucher           |           | Vigneron                                 |
| Juin 1891      | Mai 1894       | Lucas                     |           | Agriculteur                              |
| Mai 1894       | Octobre 1903   | Alexis Voisin             |           | Vigneron                                 |
| Octobre 1903   | Décembre 1919  | Louis Desassis            |           | Patron d'une entreprise                  |
| Décembre 1919  | Mai 1929       | Étienne Morel             |           | Agriculteur                              |
| Mai 1929       | Juillet 1932   | Lucien Adrian,            |           | Papetier                                 |
| Juillet 1932   | Septembre 1932 | Délégation spéciale       |           |                                          |
| Septembre 1932 | Septembre 1934 | Émile Robin               |           | Agriculteur                              |
| Septembre 1934 | Mai 1945       | Lucien Adrian,            |           | Papetier                                 |

## Liste des maires depuis 1945
| Période          | Période                       | Identité      | Étiquette | Qualité                                                                                  |
| ---------------- | ----------------------------- | ------------- | --------- | ---------------------------------------------------------------------------------------- |
| Mai 1945,        | Septembre 1969                | Alfred Lini,  | PCF       | Relieur                                                                                  |
| 12 octobre 1969  | mars 1989                     | Paul Poisson, | PCF       | Électricien                                                                              |
| 24 mars 1989     | 15 octobre 2007               | Alain Ramey,  | PS        | Enseignant                                                                               |
| 15 octobre 2007, | 5 avril 2014                  | Irène Maggini | PS        | Comptable                                                                                |
| 5 avril 2014,    | En cours (au 16 janvier 2016) | Karl Dirat    | SE        | Ingénieur divisionnaire d'études et de fabrication au service du commissariat des armées |